# Palais abbatial Saint-Bénigne
L'ancien palais abbatial Saint-Bénigne de Dijon est un bâtiment situé dans la ville française de Dijon.
Il fait l’objet d’un classement au titre des monuments historiques depuis le 8 janvier 1996. Son jardin contigu à l'ancien dortoir des Bénédictins est quant à lui classé monument historique depuis le 2 février 1924.

## Historique
À partir de la réforme de l'abbaye par les mauristes, de nombreux projets de reconstruction des bâtiments réguliers se succèdent, mais seuls quelques réaménagements de peu d'envergure ont lieu. Ce n'est qu'à partir de 1756, afin d'affirmer son indépendance face au siège épiscopal nouvellement créé à Dijon, que la communauté entame d'importants travaux de rénovations, dont seule une partie sera finalement réalisée. Le projet est confié en 1766 à Charles Saint-Père, architecte dijonnais, qui conçoit un grand bâtiment néo-classique en U, dont le grand côté reprend le bâtiment des dortoirs médiévaux, en ajoutant deux ailes en retour.
Seule l'aile de l'hôtellerie était construite lorsqu'en 1774 l'évêque obtient l'union de la manse abbatiale au diocèse. La reconstruction s'arrête alors.
Cette aile donnant sur le chevet de l'abbatiale est ensuite devenu le palais épiscopal en 1806. C'est alors que, par souci de symétrie et pour permettre l'installation des services diocésains, le bâtiment est allongé vers l'est. L'avant-corps à refends qui était originellement le pavillon d'angle devient le corps central du bâtiment. L'intérieur est largement réaménagé.
En 1910, à la suite de la loi de séparation de l'Église et de l'État, l'usage des bâtiments est retiré au clergé et affecté au département de l'instruction publique, qui y installe l'école des beaux-arts en 1920. Actuellement s'y trouve toujours l'École nationale supérieure des beaux-arts de Dijon : ENSA Dijon Art & Design.

## Galerie

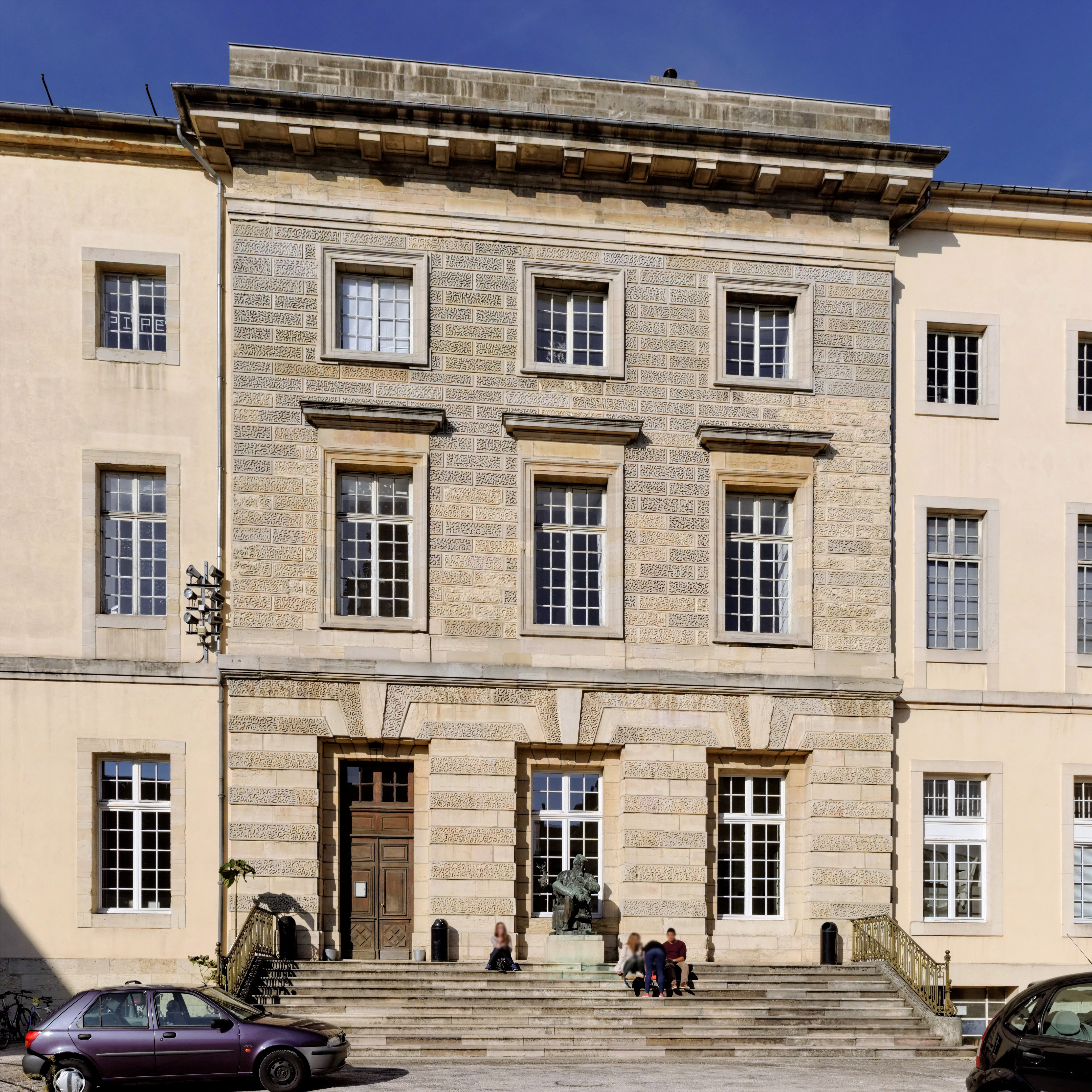
Façade du palais abbatial